# 斯托薩特克盧本嶺
71°25′S 12°25′E / 71.417°S 12.417°E
斯托薩特克盧本嶺（英語：Storsåtklubben Ridge）是南極洲的山嶺，位於毛德皇后地的阿斯特里德公主海岸，處於漢森山東北面9公里，長6公里，由德國的探險隊發現和拍攝空中照片，現時由南極條約體系管理。